# 8704 Sadakane
8704 Sadakane (1993 YJ) là một tiểu hành tinh vành đai chính được phát hiện ngày 17 tháng 12 năm 1993 bởi T. Kobayashi ở Oizumi.